# Indigofera henryi
Indigofera henryi är en ärtväxtart som beskrevs av William Grant Craib. Indigofera henryi ingår i släktet indigosläktet, och familjen ärtväxter. Inga underarter finns listade i Catalogue of Life.